# Vier Jahre politischer Mord
Vier Jahre politischer Mord ist ein Buch von Emil Julius Gumbel von 1922. Es dokumentiert politische Morde von rechten und linken Tätern zwischen 1918 und 1922 und deren verschiedenes Maß an Bestrafungen.

## Geschichte
Der Statistiker Emil Julius Gumbel veröffentlichte 1921 das Buch Zwei Jahre Mord. Darin dokumentierte er detailliert alle politischen Morde, die er seit 1918 feststellen konnte. Er bemühte sich dabei, möglichst sachlich und neutral darzustellen und unklare Fälle wegzulassen.
Das Ergebnis seiner Recherchen war ein überraschend starkes Ungleichgewicht zwischen der extremen Bestrafung weniger Morde von links und der häufigen Straffreiheit oder großen Milde gegenüber rechten Tätern, einschließlich derer beim Kapp-Putsch.
Emil Gumbel sandte Exemplare des Buches an alle zuständigen Justizverwaltungen und den Reichsjustizminister. Deren Empfang wurde jeweils korrekt bestätigt, es gab jedoch keinen einzigen bekannten Fall, wo auf Grund des Textes neue Ermittlungsverfahren eingeleitet wurden oder Urteile verändert wurden.
Gleichwohl konnten auch in keinem einzigen Fall die Angaben Gumbels widerlegt werden.
Im Reichstag gab es mehrere Anträge von Abgeordneten, auf der Grundlage des Buches juristisch erneut tätig zu werden, ohne sichtbares Ergebnis.
Kurt Tucholsky würdigte den Text in seinem anklagenden Artikel Das Buch von der deutschen Schande ausführlich, auch weitere Rezensenten wie Arnold Zweig berichteten darüber.
1922 veröffentlichte Emil Gumbel eine erweiterte Neuauflage mit dem Titel Vier Jahre politischer Mord, in der er auch detailliert die Reaktionen verschiedener Behörden dokumentierte. Die Neuauflage löste offizielle Untersuchungen der Reichsregierung aus. Die 182 Seiten umfassende Denkschrift des Reichsjustizministers legte das Ministerium aus Papierknappheit jedoch nur in einem Exemplar vor, so dass Gumbel sie in Eigeninitiative publizieren lassen musste.

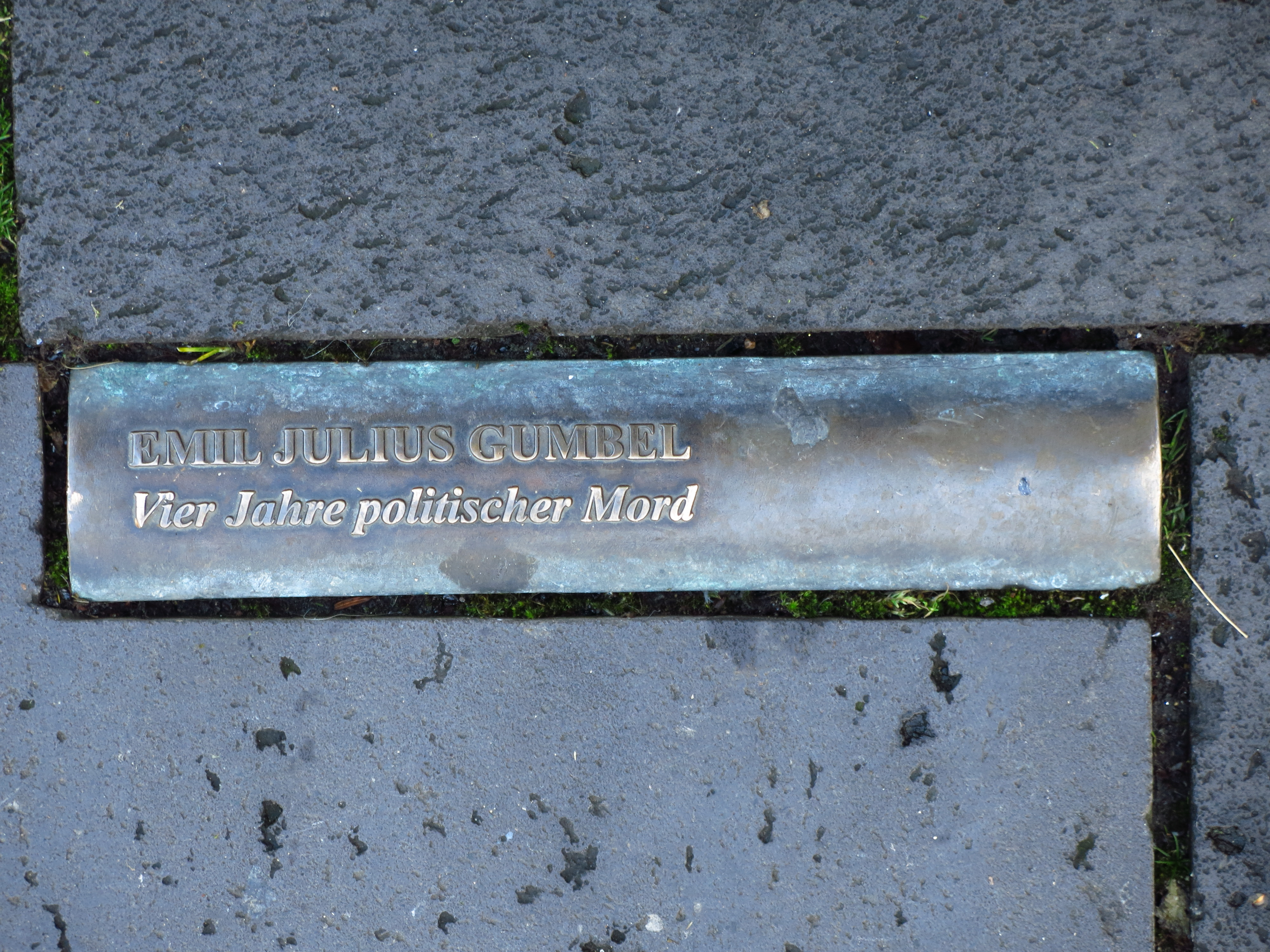
Gedenken für das Buch auf dem Bonner Marktplatz

1932 wurde ihm wegen seiner radikal-demokratischen politischen Einstellungen seine außerordentliche Professur als Statistiker entzogen. 1933 wurde das Buch wie viele andere öffentlich verbrannt.

## Rezeption
Kurt Tucholsky schrieb in seinem Artikel Das deutsche Buch der Schande 1921

„Schlimmer waren die politischen Morde. Es wurden, systematisch, alle irgend erreichbaren Führer der Opposition hingemordet. (...)
Die deutsche Justiz hat vor diesen Mordtaten versagt.
Das aktenmäßige Material Gumbels versetzt uns in die Lage, klipp und klar festzustellen:
Wie da – in den Jahren 1919 bis 1921 – politische Morde von deutschen Richtern beurteilt worden sind, das hat mit Justiz überhaupt nichts zu tun. Das ist gar keine. (...)
Lest dieses Buch von der deutschen Schande! Von der Schande unsres Militärs und von der Schande unsrer Justiz!“

## Ausgaben
- Zwei Jahre Mord, Verlag Neues Vaterland, Berlin 1921 Digitalisat
- Vier Jahre politischer Mord, Verlag der Neuen Gesellschaft, Berlin-Friedenau, 1922, fünfte erweiterte Auflage Text, Digitalisat
- Vier Jahre politischer Mord, Berlin 1927, Neuauflage, mit Vorwort von Albert Einstein
- Vier Jahre politischer Mord, 1980, Reprint